# Daltonminimum

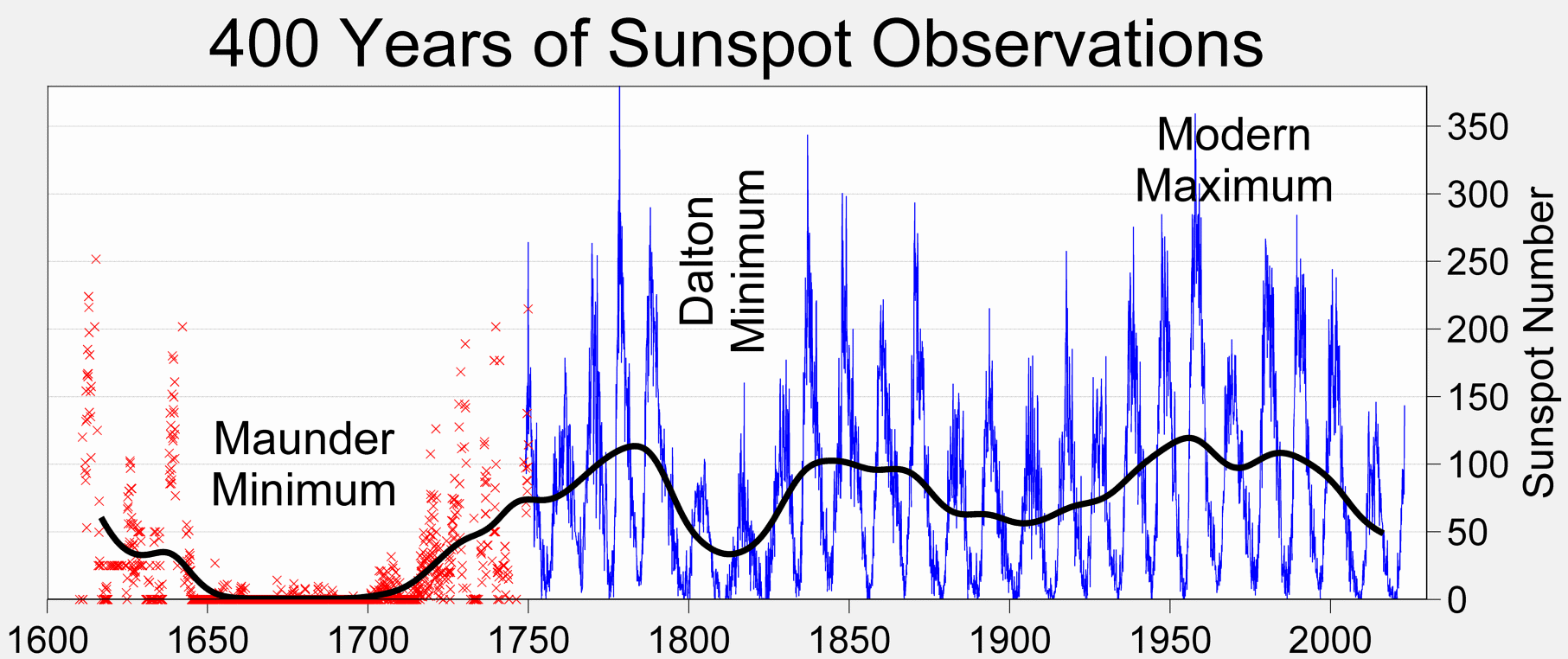
Het Daltonminimum gedurende de 400 jaar telling van het aantal zonnevlekken

Het Daltonminimum was een periode van lage zonneactiviteit, genoemd naar de Engelse meteoroloog John Dalton, die duurde van ongeveer 1790 tot 1830. Zoals het Maunderminimum en het Spörerminimum, viel het Daltonminimum samen met een periode van lager dan gemiddelde wereldtemperatuur. Het Oberlach-station in Duitsland, bijvoorbeeld, mat een 2,0 °C afname over 20 jaar.
De precieze reden van deze lager-dan-gemiddelde temperatuur in deze periode is nog niet bekend. Recente studies suggereren dat een stijging in vulkanisch activiteit grotendeels verantwoordelijk was voor deze koude trend.
Hoewel het jaar zonder zomer (1816) tijdens het Daltonminimum optrad, was de voornaamste reden voor die bijzondere koude de uitbarsting van de Tambora in Indonesië, een van de twee grootste erupties van de laatste twee eeuwen.